# ISPM 15

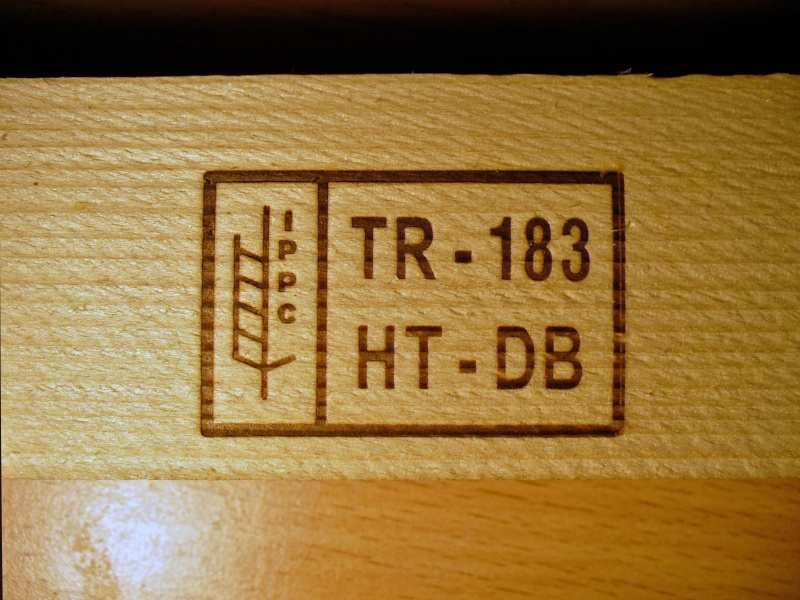
IPPC標誌，木板

國際植物檢疫措施標準第15號，簡稱ISPM 15，是國際植物保護公約 （IPPC）國際木質包裝檢疫措施標準第15項，直接解決了需要處理的木材，厚度大於6毫米，用於船舶產品的國家之間。其主要目的是為了防止國際運輸和昆蟲傳播的疾病和可能產生負面影響植物或生態系統。ISPM 15 內容要求木材熱處理及煙熏處理規定和蓋章及品牌標記的規定。

## 國際植物檢疫措施標準
原始未經處理的木材製成的棧板不符合ISPM 15規定。為了托盤（或其他木質包裝材料）符合各國進口標準，必須被認可機構的監督下，以下列任一種方式處裡：
- 熱處理：木材必須被加熱，以達到最小的中心溫度達到56°C （132.8°F）至少30分鐘。通過這種方法處理的托盤，IPPC標識的縮寫為HT。
- 化學熏蒸：木材必須與甲基溴熏蒸。通過這種方法處理的托盤IPPC標識的縮寫為MB，2010年3月19日准許使用甲基溴做作為化學熏蒸材料，符合ISPM15規定。 [2] 現在歐盟所有成員國已經被禁止使用。

## ISPM 15 修訂版
國際植檢措施標準第 15 號（2009 年）附件 1 的修訂，要求用於製造符合 ISPM 15 的木質包裝的木材必須由去皮木材製成不要與無皮木材混淆。ISPM 15 進行了更新，採用了歐盟 2009 年提出的樹皮限制法規。

### 去皮木質包裝
木質包裝材料在熱處理或燻蒸之前必須去皮，以滿足 ISPM 15 規定。該法規的剝皮部分是為了防止昆蟲在木材生產過程中或甚至生產後再次感染。根據 ISPM 15 修訂版（2009 年），去皮木材的官方定義是：
無論採用何種處理方式，木質包裝材料都必須由去皮木材製成。小於 3 厘米寬度（無論長度）或 寬度大於 3 厘米，單塊樹皮的總表面積小於 50 平方厘米。

## ISPM 15 豁免
並非所有包裝材料都必須經過處理才有資格用作運輸或包裝材料。
非木質材料，如鋼，鋁，塑料或複合木製品，如膠合板，定向刨花板，或瓦楞紙板製成的托盤並不違反國際植物保護公約的規定，所以免處理。

## ISPM 15標準標誌
一個 ISPM 15標準標誌必須包括：

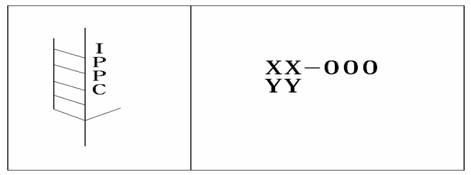
IPPC標誌，樣板

- IPPC：《國際植物保護公約》的英文縮寫符號
- XX：國際標準化組織(ISO)規定的2個字母國家編號（或ISO 3166-1 alpha-2代碼（例如澳大利亞AU，美國的US，新西蘭的NZ，英國的GB）。），XX有可能會出現12，此板需附有EPAL印，歐盟12國通用之卡板。
- 000：輸出國官方植物檢疫機構批准的木質包裝生産者的獨特數位編號
- YY：國際植物保護公約所採用的批准措施，如溴化甲烷燻蒸－MB；熱處理－HT（KD：木材乾燥；DB：木材剝皮）的縮寫。

官方植物檢疫機構，生產者或供應商可自行增加控制號碼或用於識別特定批次貨物的其他資訊。如要求去皮，DB 字母應加在批准措施的縮寫表中。其他資訊亦可以包括，條件是這些資訊不會引起混亂、誤導或欺騙。
標識必須施加於木質包裝的顯著位置，至少應在相對的兩面，標識應清晰易辨、具永久性和不可改變性。應避免使用紅色或橘黃色，因為這些顏色用於危險貨物的標籤。

## 參與 ISPM 15 國家/地區/組織
2010年7月1日 國家 及 ISPM 15採納日期：

| - 阿根廷：2006年6月 - ：2004年9月完成通過：2010年7月 - 玻利维亚：2005年7月 - 巴西：2005年6月 - 保加利亚：2006年1月 - 加拿大：2005年9月（美國 - 加拿大豁免） - 智利：2005年6月 - 中国：2006年1月 - 哥伦比亚：2005年9月 - ：2006年3月 - ：2007年1月 - 古巴：2008年10月 - ：2006年7月 - ：2005年9月 - 埃及：2005年10月 - 欧盟：2005年3月 - ：2005年9月 - ：2006年2月 - 印度：2004年11月 - 印度尼西亞：2009年9月 - 以色列：2009年6月 - 日本：2007年4月 - 约旦：2005年11月 - ：2006年1月 | - ：2005年6月 - 黎巴嫩：2006年3月 - 马来西亚：2010年1月 - 新西兰：2003年4月 - 尼加拉瓜：2006年2月 - 尼日尔：2004年9月 - 挪威：2008年7月 - 阿曼：2006年12月 - 巴拉圭：2005年6月 - 秘魯：2005年3月 - 菲律賓：2005年6月 - 塞舌尔：2006年3月 - 南非：2005年1月 - 斯里蘭卡：2004年3月 - 瑞士：2005年3月 - 叙利亚：2006年4月 - 泰國：2010年2月 - 中華民國（臺灣）：2009年1月 - 千里達及托巴哥：2010年7月 - 土耳其：2006年1月 - 美国 - 乌克兰：2005年10月 - 委內瑞拉：2005年6月 - 越南：2005年6月 - 墨西哥: 2005年7月 - 斐济: 2004年1月 |  |